# سفارة الجمهورية العربية الصحراوية الديمقراطية في موزمبيق
سفارة الجمهورية العربية الصحراوية الديمقراطية في موزمبيق هي البعثة الدبلوماسية للجمهورية العربية الصحراوية الديمقراطية بموزمبيق.